# Ambolofoty
Ambolofoty is een plaats en commune in het zuiden van Madagaskar, behorend tot het district Toliara II, dat gelegen is in de regio Atsimo-Andrefana. Tijdens een volkstelling in 2001 telde de plaats 8.019 inwoners.
De plaats biedt alleen lager onderwijs aan. 66% van de bevolking werkt als landbouwer, 30% houdt zich bezig met veeteelt en 2% verdient zijn brood als visser. Het belangrijkste landbouwproduct is zoete aardappelen; andere belangrijke producten zijn mais, limabonen en cowpeas. Verder is 2% actief in de dienstensector.